# Orobanche abyssinica
Orobanche abyssinica är en snyltrotsväxtart som beskrevs av A. Richard. Orobanche abyssinica ingår i släktet snyltrötter, och familjen snyltrotsväxter. Inga underarter finns listade i Catalogue of Life.